# 警察廟
22°33′02″N 120°32′43″E / 22.550521°N 120.545405°E
警察廟，是位於臺灣屏東縣潮州鎮屏東縣政府警察局潮州分局內、在中華民國警局內設立的廟宇，分為祭祀神明的神廟，主神三山國王（第三王獨山國王），與祭祀有應公的將軍府。

## 神廟
2003年11月11日，有曾姓農民在潮州鎮新開南路的水果集貨場拾獲三山國王（第三王獨山國王）、關公、濟公、土地公、中壇元帥等五尊神像，交給警方處理。
警方受理後連續二天詢問轄內各廟宇有無神像失竊或願收留，從新埤鄉問到萬巒鄉，皆無廟宇肯收容，最後暫置到潮州警分局總務室。警方從香火薰黑過的神像外表研判，之前應是受人供奉，不排除是六合彩彩迷棄置。不少潮州分局的警察，早晚循民間禮俗上香敬拜，其中有人向神明許願，據說幾乎有求必應，香火日益鼎盛。於是，該局警員決定若六個月公告招領期滿後還是沒人出面認領，便為神像在分局的大榕樹下立廟，不少警察同仁響應捐款計畫蓋廟。
2004年6月10日上午7點30分，潮州分局警員在義警鍾其群指導安座科儀下，由光華所派出所所長鍾利政等五位員警穿著便服、捧著三山國王（第三王獨山國王）、關公、濟公、土地公、中壇元帥神像依序安座。安座後，鍾其群擲筊三次都無允杯，後來改由鍾利政擲筊獲准。潮州分局長陳俊良也穿便服，率員警上香祈求平安。
此廟建立時並無廟名，因地緣關係而稱為「警察廟」定名。主神選三山國王。警察在神龕的三面木板貼著各種警備武器、偵防車照片，還附上中油和台塑加油卡，相信可助神明無限量加油。神像前還會有警察各類考試的准考證，更有考生遠地寄出准考證，請警方協助拿到神像前。
2008年，此廟從神龕翻修成小廟，警槍、警車等圖消失，取而代之的是讓神明每五週輪班一週的神尊值班台。2014年，賴姓竊賊偷走神像上價值逾6萬元的三面金牌，不久由內埔分局逮捕。

## 將軍府
另設有將軍府，奉祀潮州郡役所之日軍、日警，及戰後進駐分局的國軍，二二八事變喪生的本地紳民，此外還有潮州治安、交通事故殞命之生靈。

## 祭祀
台灣日治時期，潮州分局附近有墓場，戰後時期國軍部隊曾駐紮，後來分局設立停有事故車的扣車場，這些因素產生些許靈異傳說。因此該局早於在警察廟設立前就會在局內的榕樹底下舉行每年二次普渡活動。
分局總務葉志成在2003年12月31日說，榕樹公樹根下方是日治時代的防空洞，當時發生戰爭，不少日本兵在附近陣亡。老榕樹靈驗的故事頗多。 
舉行日子為中元普渡及農曆除夕。中元普渡消災解厄法會由分局長主持，而勤餘的分局各組、隊幹部、員警同仁也都會前來。此分局交通組巡佐葉翰翔在2011年說，已舉辦春秋兩祭30年，曾有分局長停辦，不過通常都主動收回成命，還遇過農曆七月最後一天要求補辦的。自建廟後，不僅每年在廟前辦普渡，連分局長到職後也要到此廟報到。
這兩座廟不僅有員警固定祭拜，鄰近居民亦來參拜。普度祭品則由分局員警各自分送轄區貧戶，附近廟宇和民間善心人士也會加入其愛心行列。